# Comuna Tarasivka, Horol
Tarasivka (în ucraineană Тарасівка) este o comună în raionul Horol, regiunea Poltava, Ucraina, formată din satele Ierkivți, Ivanți, Tarasivka (reședința) și Zaporojciîne.

## Demografie
Componența lingvistică a comunei Tarasivka
     Ucraineană (97,86%)
     Rusă (2,14%)
Conform recensământului din 2001, majoritatea populației comunei Tarasivka era vorbitoare de ucraineană (97,86%), existând în minoritate și vorbitori de rusă (2,14%).